# 헤수스 아레야노
호세 데 헤수스 아레야노 알코세르(스페인어: José de Jesús Arellano Alcocer, 1973년 5월 8일 ~ )는 멕시코의 전직 프로 축구 선수로, 포지션은 윙어였으며 현재 수배 중인 인물이다.
아레야노는 선수 경력 대부분을 몬테레이에서 보냈으며, 클럽 역사상 두 번째로 많은 출장 기록을 보유하고 있다.

## 선수 경력
아레야노는 "엘 카브리토(스페인어: El Cabrito)"라는 별명으로 알려져 있으며, 빠른 스피드와 드리블, 패싱 능력으로 명성을 얻었다. 그는 멕시코 국가대표팀에서 오랜 기간 핵심적인 역할을 맡았으며, 여러 차례 국가에 승리를 안기는 데 기여했다. 특히 프랑스의 1998년 FIFA 월드컵 조별 리그에서 멕시코가 보여준 기복 있는 역전극의 주역 중 한 명이었다. "슈퍼 서브"로도 잘 알려진 그는 마누엘 라푸엔테 감독이 경기 후반 투입하는 전략적 교체 자원으로, 어려운 상황에서 멕시코를 무승부 또는 역전승으로 이끄는 데 중요한 역할을 했다.
CF 몬테레이에서 데뷔한 이후, 그는 1998년 가을 시즌에 "올 멕시칸 팀"으로 불리는 CD 과달라하라로 이적해 도전을 시도했지만, 진정한 성공은 다시 몬테레이로 복귀한 이후 찾아왔다. 그는 "라야도스 데 몬테레이" 소속으로 2003년 클라우수라 챔피언십에서 팀을 우승으로 이끌었다.
2002년 FIFA 월드컵에서는 교체 선수로서의 영향력이 다소 줄었으며, 세 경기에서 선발 출전하여 멕시코가 16강에 진출하는 데 기여했다. 그는 총 70경기에 출전해 7골을 기록했으며, 2006년 FIFA 월드컵에서는 리카르도 라볼페 감독의 선택을 받아 최종 엔트리 23인에 포함되었다. 당시 그는 앙골라 전에서 후반전에 교체 출전한 한 경기만 소화했다.
아레야노는 프랑스 월드컵 (1998년), 한일 월드컵 (2002년), 독일 월드컵 (2006년)에 출전한 일곱 번째 멕시코 선수이며, 몬테레이 출신 선수로는 최초로 세 차례 월드컵 무대에 오른 인물이다.

## 강간 혐의 및 체포
2017년 1월, 아레야노는 16세 조카를 강간한 혐의로 기소되었다. 미성년자는 당국에 증언을 제공하고 신체 검사를 받아 수사를 시작했다. 아레야노는 1년 넘게 도피 생활을 하다가 2019년 5월 4일, 몬테레이에 있는 자택에서 체포되었다. 아레야노는 5일 동안 감옥에 있다가 충분한 증거가 없어 판사로부터 석방 명령을 받았다. 2019년 12월 19일, 사건은 다시 열렸다.
2020년 12월, 아레야노는 변호사들만 법정에 출석하여 그를 대리하도록 했다. 당국은 다음 달 아레야노에 대해 체포 영장을 발부했다. 2022년 4월, 현재 그의 행방은 아직 알려지지 않았다.